# ليديكاميسين
الليديكاميسين هو مركب عضوي له الصيغة الجزيئية C47H74N4O10، وهو مضاد حيوي فعّال ضد البكتيريا إيجابية الغرام. تعمل بكتيريا الستربتومايسز ليديكاميسينيكوس، وبكتيريا الستربتومايسز بلاتنسيس على إنتاج الليديكاميسين.
ينتمي الليديكاميسين إلى فئة هيكلية جديدة من المضادات الحيوية ذات نشاط انتقائي للغاية.

## قابلية الذوبان
مركب الليديكاميسين قابل للذوبان في مركبات الإيثانول، والميثانول، وثنائي ميثيل الفورماميد، وثنائي ميثيل السلفوكسيد.

## حرارة التخزين
يحفظ مركب الليديكاميسين في درجة حرارة -20 درجة مئوية.